# واضية
واضية إحدى بلديات دائرة واضية التابعة لولاية تيزي وزو

## مواضيع ذات صلة
- بلديات ولاية تيزي وزو
- دوائر ولاية تيزي وزو